# Tessah Andrianjafitrimo
Tessah Andrianjafitrimo (Montpellier, 11 oktober 1998) is een tennisspeelster uit Frankrijk. Zij begon op vijfjarige leeftijd met tennis. Haar favoriete ondergrond is hardcourt. Zij speelt rechtshandig en heeft een tweehandige backhand.
In 2016 kreeg Andrianjafitrimo een wildcard voor Roland Garros, waarmee zij haar debuut op een grandslamtoernooi maakte.
In april 2022 kwam zij binnen op de top 150 van de wereldranglijst.

## Posities op deWTA-ranglijst
Positie per einde seizoen:
| jaar | rang enkelspel | rang dubbelspel |
| ---- | -------------- | --------------- |
| 2015 | 491            | 845             |
| 2016 | 270            | 679             |
| 2017 | 289            | 410             |
| 2018 | 309            | 459             |
| 2019 | 250            | 809             |
| 2020 | 253            | 773             |
| 2021 | 191            | 839             |

## Resultaten grandslamtoernooien
| Legenda | Legenda                          |
| ------- | -------------------------------- |
| g.t.    | geen toernooi gehouden           |
| l.c.    | lagere categorie                 |
| –       | niet deelgenomen                 |
| G       | uitgeschakeld in de groepsfase   |
| 1R      | uitgeschakeld in de eerste ronde |
| 2R      | uitgeschakeld in de tweede ronde |
| 3R      | uitgeschakeld in de derde ronde  |
| 4R      | uitgeschakeld in de vierde ronde |
| KF      | uitgeschakeld in de kwartfinale  |
| HF      | uitgeschakeld in de halve finale |
| F       | de finale verloren               |
| W       | het toernooi gewonnen            |
| w-v     | winst/verlies-balans             |

### Enkelspel
| Toernooi        | 2016 | 2017 |
| --------------- | ---- | ---- |
| Australian Open | –    | –    |
| Roland Garros   | 1R   | 1R   |
| Wimbledon       | –    | –    |
| US Open         | –    | –    |

### Vrouwendubbelspel
| toernooi        | 2016 | 2017 | 2018 |      | 2020 |
| --------------- | ---- | ---- | ---- | ---- | ---- |
| Australian Open | –    | –    | –    | –    |      |
| Roland Garros   | 1R   | 1R   | 1R   | 1R   |      |
| Wimbledon       | –    | –    | –    | g.t. |      |
| US Open         | –    | –    | –    | –    |      |